# Oberheinsdorf

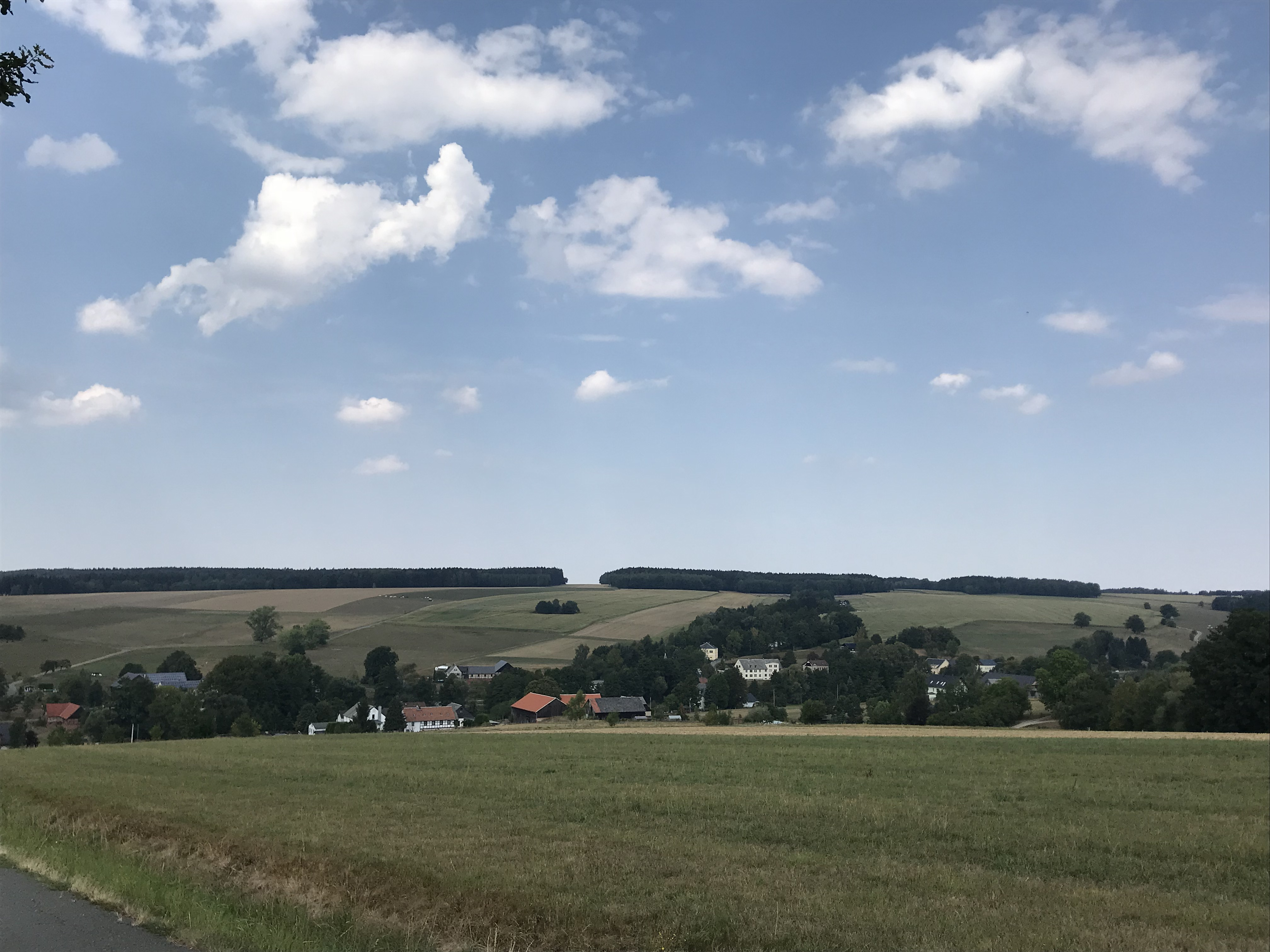
Blick auf Oberheinsdorf

Oberheinsdorf (vogtländisch: E:ber(’)haansddu:erf) ist ein Ortsteil der Gemeinde Heinsdorfergrund im Vogtlandkreis in Sachsen.

## Geografie

### Lage
Oberheinsdorf liegt südöstlich von Reichenbach und bildet den zentralen Ortsteil von Heinsdorfergrund. Durch den Ort fließt der Raumbach. Oberheinsdorf liegt im Osten des Naturraumes Vogtland und am Nordostrand des sächsischen Teils des historischen Vogtlands.

### Nachbarorte
| Oberreichenbach | Neumark mit Oberneumark                     |                        |
| Unterheinsdorf  | Kompassrose, die auf Nachbargemeinden zeigt | Hauptmannsgrün         |
|                 | Waldkirchen                                 | Voigtsgrün, Irfersgrün |

## Geschichte

### 12. bis 19. Jahrhundert
Die deutsche Besiedlung des Heinsdorfer Grunds setzte um das Jahr 1100 ein. Ausgangspunkt der Besiedlung war das „Sorggut“, dessen Lage heute am Ausgang der „Sorggasse“ im Südosten von Reichenbach zu finden ist. Dieses hatte eine Schutzfunktion für die Siedler inne. Bis 1400 erfolgte die Besiedlung der fruchtbaren Wiesen des Raumbachtals bis zur Hertelsmühle in Oberheinsdorf. Im Jahr 1460 wurden Villa Heynrichsdorf und Obirheinrichsdorff erstmals urkundlich erwähnt. Ab 1140 war der Ortsname in den Schreibweisen „Heynrichsdorff“, „Heynrichstorff“ (1274) und „Heinrichesdorf“ (1323) gebräuchlich. Der Ortsname als Ableitung von „Dorf eines Heinrich“ kann einerseits den Namen des ersten Siedlers oder Heinrich, Vogt von Plauen zur Grundlage haben. Der sächsische Kurfürst Ernst von Sachsen und sein Bruder, der sächsische Herzog Albrecht von Sachsen verliehen im Jahr 1464 „beyde Heynrichstorff“ neben den Städten Mylau und Reichenbach an Conrad von Metzsch auf Mylau. 1526 wurde in der Region durch Joseph Levin Metzsch die Reformation eingeführt. 1549 gab es in Unterheinsdorf 20, in Oberheinsdorf 18 Lehngüter, welche Frondienste an Metzsch und an die Kirche von Reichenbach zu leisten hatten. Seit dem 16. Jahrhundert ist Oberheinsdorf nach Waldkirchen eingepfarrt, während Unterheinsdorf kirchlich zu Reichenbach gehört. Zu Beginn des 17. Jahrhunderts erfolgte die Aufnahme des Schulunterrichts für die Kinder von Ober- und Unterheinsdorf im Gebäude von Alfred Körner an der gemeinsamen Flurgrenze beider Orte. Ab 1713 hatte Unterheinsdorf eine eigene Schule.
Die Grundherrschaft über Oberheinsdorf lag ab dem 16. Jahrhundert anteilig bei den Rittergütern Brunn, Mylau und Reichenbach. Oberheinsdorf kam im 16. Jahrhundert mit der Herrschaft Mylau an das kursächsische bzw. spätere königlich-sächsische Amt Plauen, dem der Ort bis 1856 unterstand. 1856 wurde Oberheinsdorf dem Gerichtsamt Reichenbach und 1875 der Amtshauptmannschaft Plauen angegliedert. Bis 1850 war Oberheinsdorf vorwiegend landwirtschaftlich und handwerklich geprägt. In der zweiten Hälfte des 19. Jahrhunderts entwickelte sich aufgrund der Nähe zur Stadt Reichenbach auch die Textilindustrie im Heinsdorfer Grund. Ab 1860 begann die Tuchmacherei in kleinen Werkstätten. In dieser Zeit entstand in Oberheinsdorf die „Deutsche Wollentfettung AG“ am Fabrikberg.

### 20. Jahrhundert bis zur Gegenwart

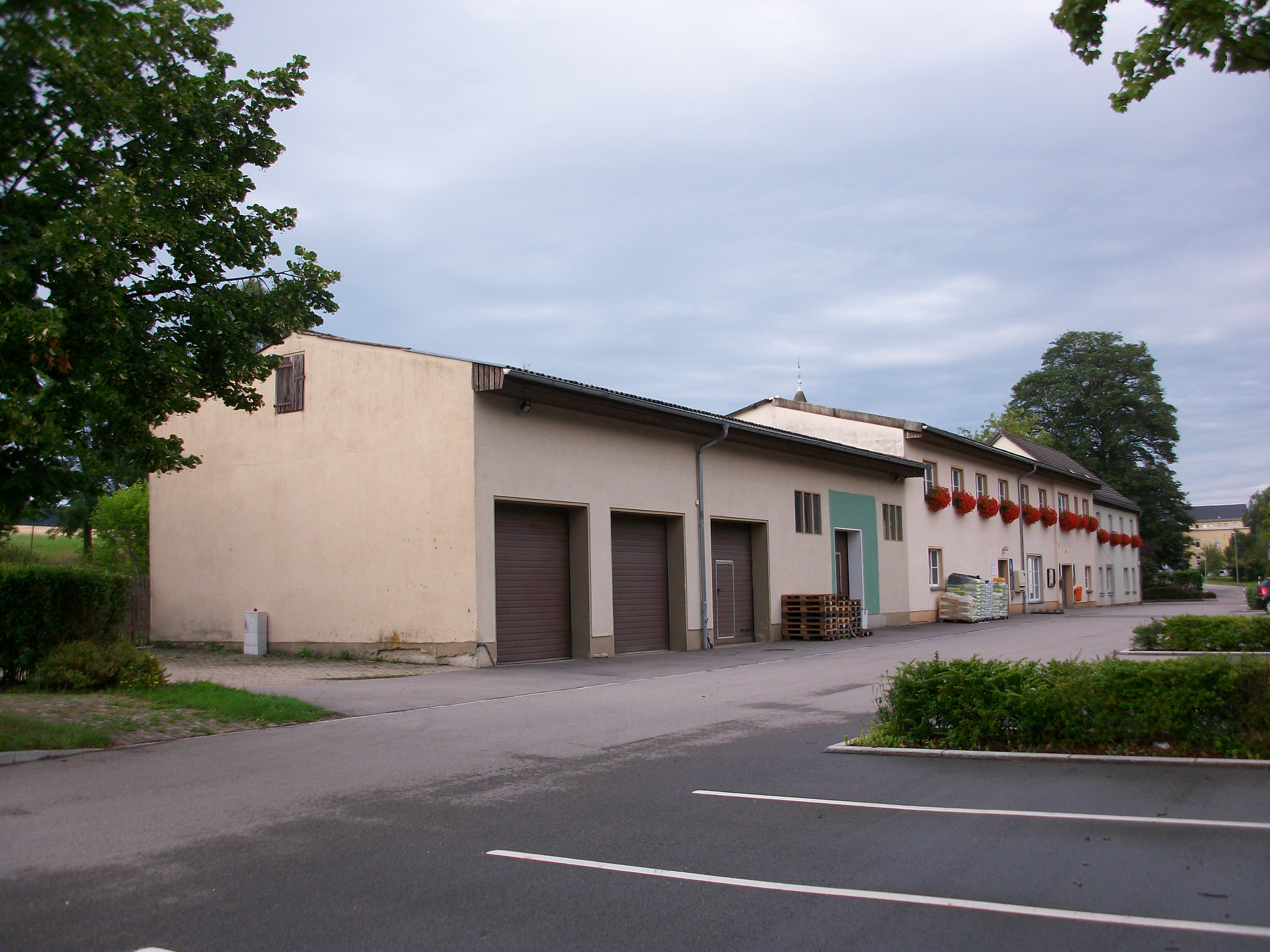
Ehemaliger Bahnhof Oberheinsdorf, heute Gemeindeverwaltung von Heinsdorfergrund (2017)

Mit der Eröffnung der schmalspurigen Industriebahn Reichenbach unt Bf–Oberheinsdorf (Rollbockbahn) erhielt Oberheinsdorf am Endpunkt der Strecke eine Ladestelle, die mit der Aufnahme des Personenverkehrs am 1. Oktober 1909 zum Bahnhof erhoben wurde. Die „Deutsche Wollentfettung AG“ erhielt ein Anschlussgleis, welches bis zur Auflösung des Betriebs im Jahr 1929 in Betrieb war. Das Verwaltungsgebäude der ehemaligen Anlage wird heute als Wohnhaus genutzt, während ein Großteil der Gebäude im Jahr 1930 abgebrochen wurde. 1930 erfolgte die Gründung der Freiwilligen Feuerwehr Oberheinsdorf. Das heutige Feuerwehrhaus war nach dem Zweiten Weltkrieg das Gemeindeamt von Oberheinsdorf, in dem auch die örtliche Feuerwehr untergebracht war. Mit der Übernahme des neuen Löschfahrzeugs wurde es im Jahr 1999 umfangreich aus- und umgebaut.
Nachdem Oberheinsdorf am 17. April 1945 amerikanisch besetzt wurde, erfolgte am 2. Juli 1945 die Eingliederung in die Sowjetische Besatzungszone. Durch die zweite Kreisreform in der DDR kam Oberheinsdorf im Jahr 1952 zum Kreis Reichenbach im Bezirk Chemnitz (1953 in Bezirk Karl-Marx-Stadt umbenannt), der ab 1990 als sächsischer Landkreis Reichenbach fortgeführt wurde und 1996 im Vogtlandkreis aufging. Nach der Einstellung des Personenverkehrs auf der schmalspurigen Rollbockbahn im Jahr 1957 wurde der nunmehrige Güterbahnhof Oberheinsdorf noch bis zur kompletten Stilllegung der Strecke im Jahr 1962 im Güterverkehr bedient.
Zum 1. Januar 1994 wurde Oberheinsdorf mit Unterheinsdorf und Hauptmannsgrün zur Gemeinde Heinsdorfergrund zusammengeschlossen, die sich am 1. April 1994 in Heinsdorfergrund umbenannte. Das Gemeindeamt der Gemeinde Heinsdorfergrund befindet sich im einstigen Gebäude des Bahnhofs Oberheinsdorf. In der Nähe dieses Gebäudes entstand um die Jahrtausendwende ein kleines Eisenbahnmuseum, das durch den Traditionsverein „Rollbockbahn“ e. V. Heinsdorfergrund betreut wird. Im Jahr 2006 entstand neben dem Rollbockschuppen des Museums das Gemeindezentrum der Gemeinde Heinsdorfergrund.

## Öffentliche Einrichtungen

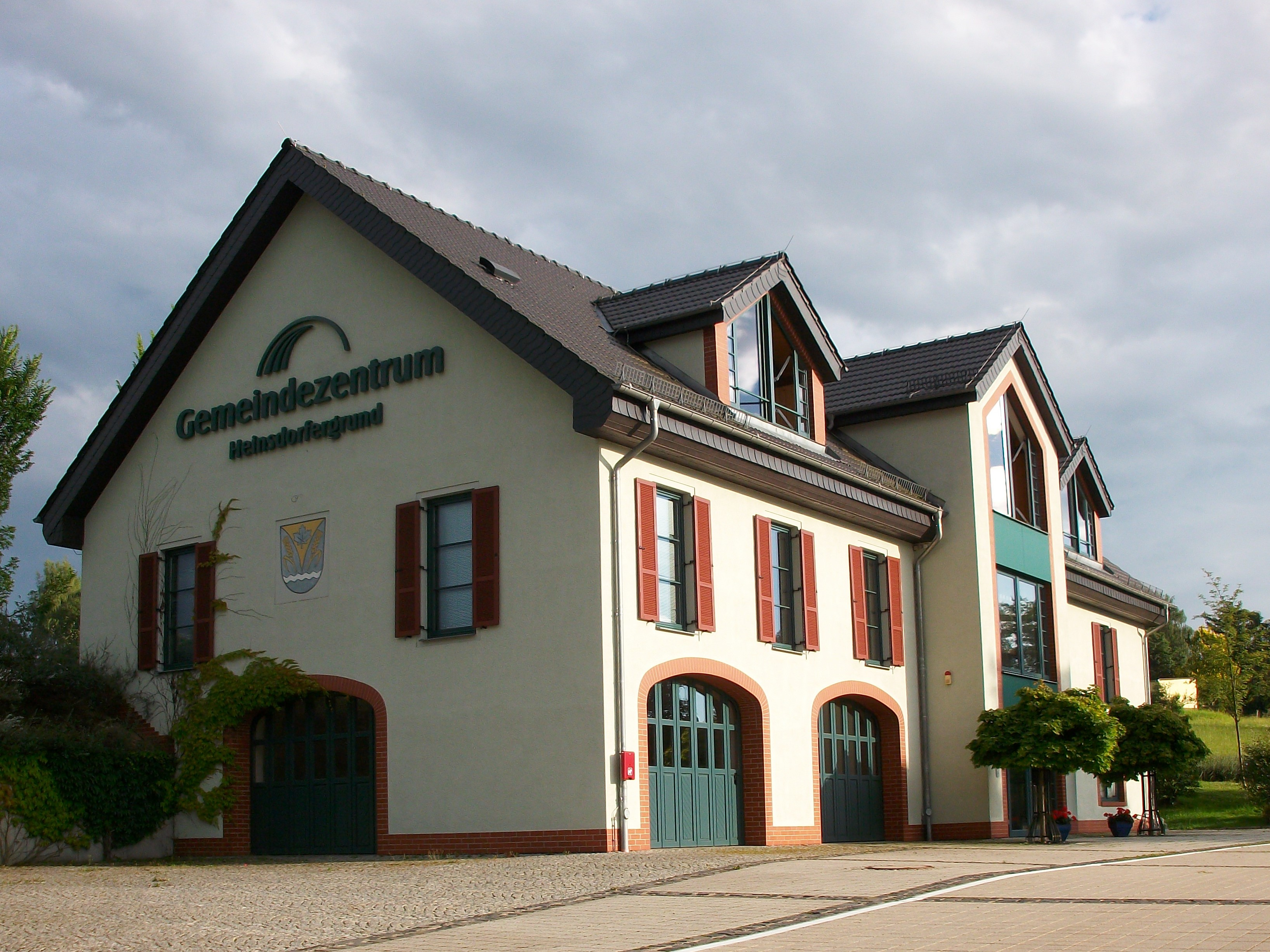
Oberheinsdorf, Gemeindezentrum Heinsdorfergrund

- Gemeindeverwaltung der Gemeinde Heinsdorfergrund im ehemaligen Bahnhof Oberheinsdorf
- Gemeindezentrum Heinsdorfergrund

## Verkehr
Durch den Ort verläuft die Staatsstraße 282. Der äußerste Osten der Ortsflur wird auf einem kleinen Stück von der A 72 und der Bahnstrecke Zwickau–Falkenstein tangiert.
Oberheinsdorf ist über die PlusBus-Linie 80 des Verkehrsverbunds Vogtland im Stundentakt mit Reichenbach und Netzschkau verbunden. Diese Linie nimmt am Postplatz in Reichenbach am Rendezvous-System teil und bietet Anschlüsse in die ganze Stadt. In Netzschkau wird abwechselnd auf die Linie 83 nach Treuen und die Linie 84 nach Elsterberg durchgebunden.
Zwischen 1902 und 1962 war der Bahnhof Oberheinsdorf der Endpunkt der Schmalspurbahn Reichenbach unt Bf–Oberheinsdorf (Rollbockbahn). Das Wirtschaftsgebäude wird heute als Gemeindeverwaltung der Gemeinde Heinsdorfergrund genutzt. An die Bahnstrecke erinnert heute das Museumsareal um den Nachbau des Lokschuppens, welcher vom Traditionsverein „Rollbockbahn“ e. V. Heinsdorfergrund betreut wird.

## Sehenswürdigkeiten

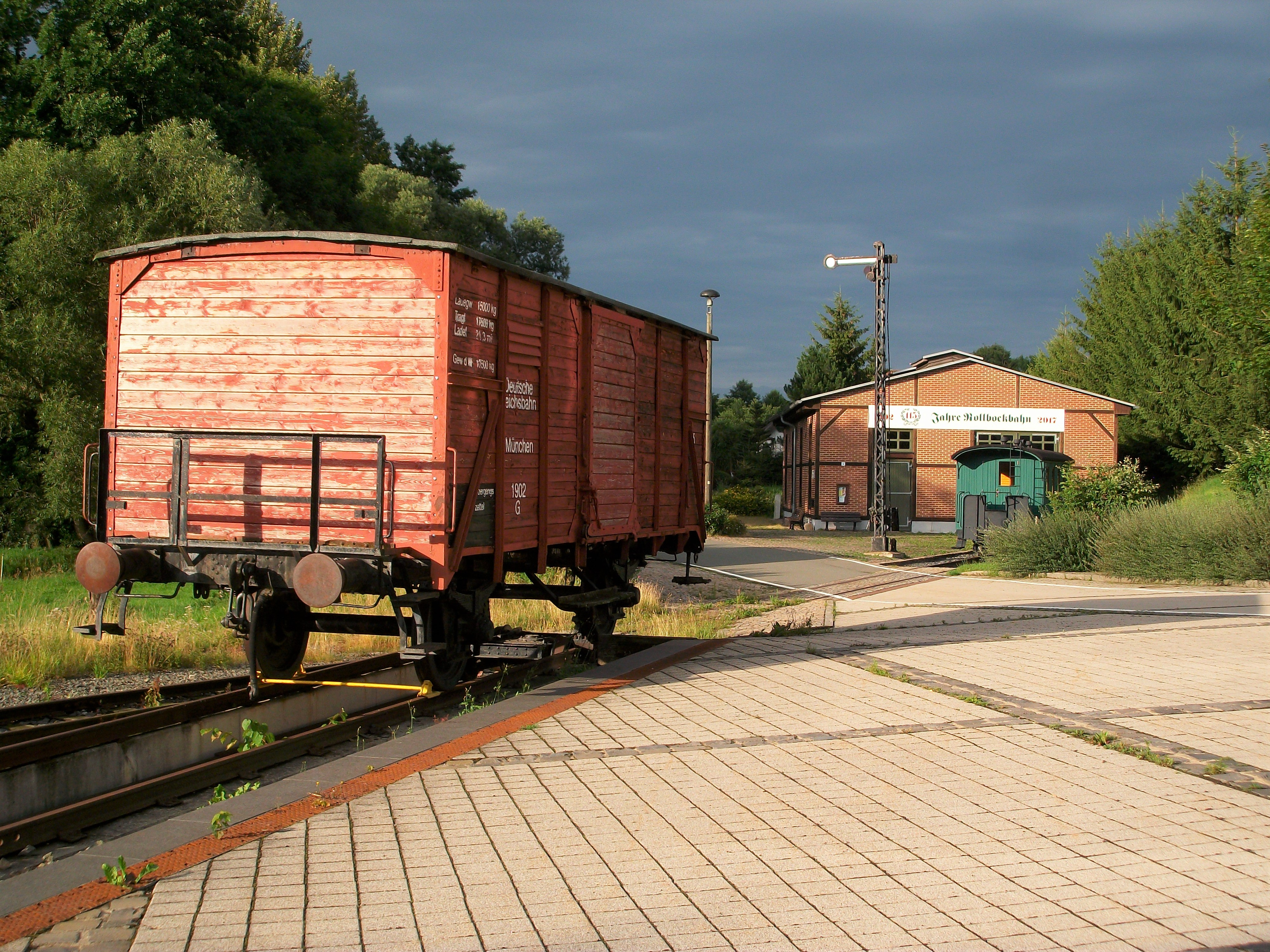
Rollbockmuseum Oberheinsdorf, Lokschuppen und Rollbockanlage

- Museum des Traditionsvereins „Rollbockbahn“ e. V. Heinsdorfergrund. Zu sehen ist die einzige verbliebene Rollbocklokomotive der Bauart Fairlie (Sächsische I M), die in einem dem ehemaligen Heizhaus des Bahnhofs „Reichenbach (Vogtl) unterer Bahnhof“ nachempfundenen Lokschuppen untergebracht ist. In diesem sind zahlreiche Originaldokumente zu sehen. Im Außenbereich befinden sich eine Schauanlage mit Rollbockgrube und wenigen Gleismetern zur Darstellung des Rollbockverkehrs, der historische Personenwagen 10.103 und der Nachbau des Schrankenpostens 3 vom einstigen Haltepunkt „Reichenbach (Vogtl) Altstadt“.